# アスマー・アル＝アサド
アスマー・アル＝アサド（アラビア語：أسماء الأسد, Asmāʾ al-Asad、1975年8月11日 - ）は、シリア前大統領バッシャール・アル＝アサドの妻。「砂漠の薔薇」「中東のダイアナ」などと呼ばれることもある。
本来改姓の制度が存在しないアラブ諸国ではあるが、ファーストレディーとして夫の家名で通っておりアスマー・アル＝アフラス（アラビア語：أسماء الأخرس, Asmāʾ al-Akhras）で呼ばれることは少ない。

## 経歴
ロンドン在住のシリア系医師ファウワーズ・アル＝アフラス（アラビア語：فواز الأخرس, Fawwāz al-Akhras、本人公式英字表記：Fawaz Akhras）と在英シリア大使館勤務経験を持つ母サハルとの間に誕生。ロンドンで教育を受け、ロンドン大学（キングス・カレッジ・ロンドン）卒業後、JPモルガン等の金融機関に勤務。
眼科医としてロンドンの病院に在籍していたバッシャール・アル＝アサドとは、医師だった父を通じて知り合い結婚したと言われている。

## 評価
ファッション誌ヴォーグに取り上げられるなど欧米メディアから好意的に評価されていたが弾圧を加える夫のことを「支持する」とメディアに答え失望が広がった。EU域内の資産凍結と渡航禁止の措置を受けた。

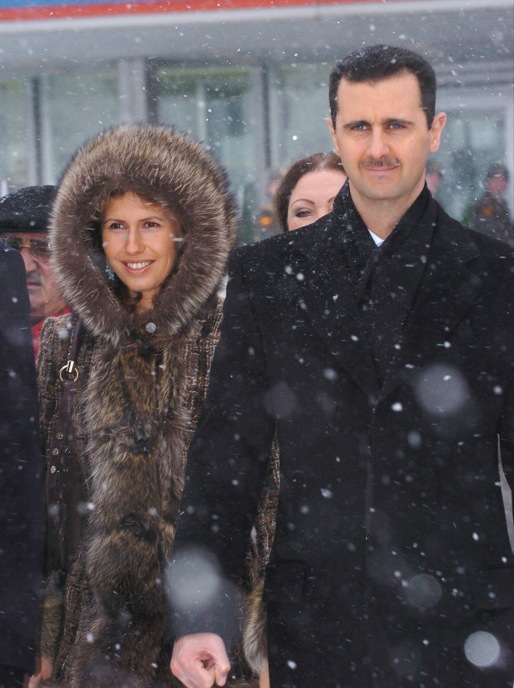
モスクワを訪問したアサド夫妻　2005年